# Ferdinand van Kessel
Ferdinand van Kessel, baptisé le 7 avril 1648 à Anvers et mort en 1696 à Breda, est un peintre baroque flamand.

## Biographie
L’un des treize enfants de Jan van Kessel, Ferdinand van Kessel suit l’enseignement de son père. Descendant de la dynastie des Brueghel, il est le frère de Jan van Kessel le Jeune, l’arrière-petit-fils de Jan Brueghel l'Ancien et le petit-neveu de David Teniers le jeune. Après ses premières années d'activité passées à Anvers, il s'installe à Amsterdam en 1680. En 1689, il se déplace à Breda pour répondre à une commande de décoration d'une salle du palais de Wilanów pour le roi de Pologne Jean III Sobieski. Cette première commande est suivie de beaucoup d'autres jusqu'à la mort du roi en 1696. Van Kessel finit par s'établir à Breda, devient le peintre du stathouder Guillaume III d'Orange-Nassau et a notamment pour élèves Jacob Campo Weyerman et Louis de Moni (en).

## Œuvre

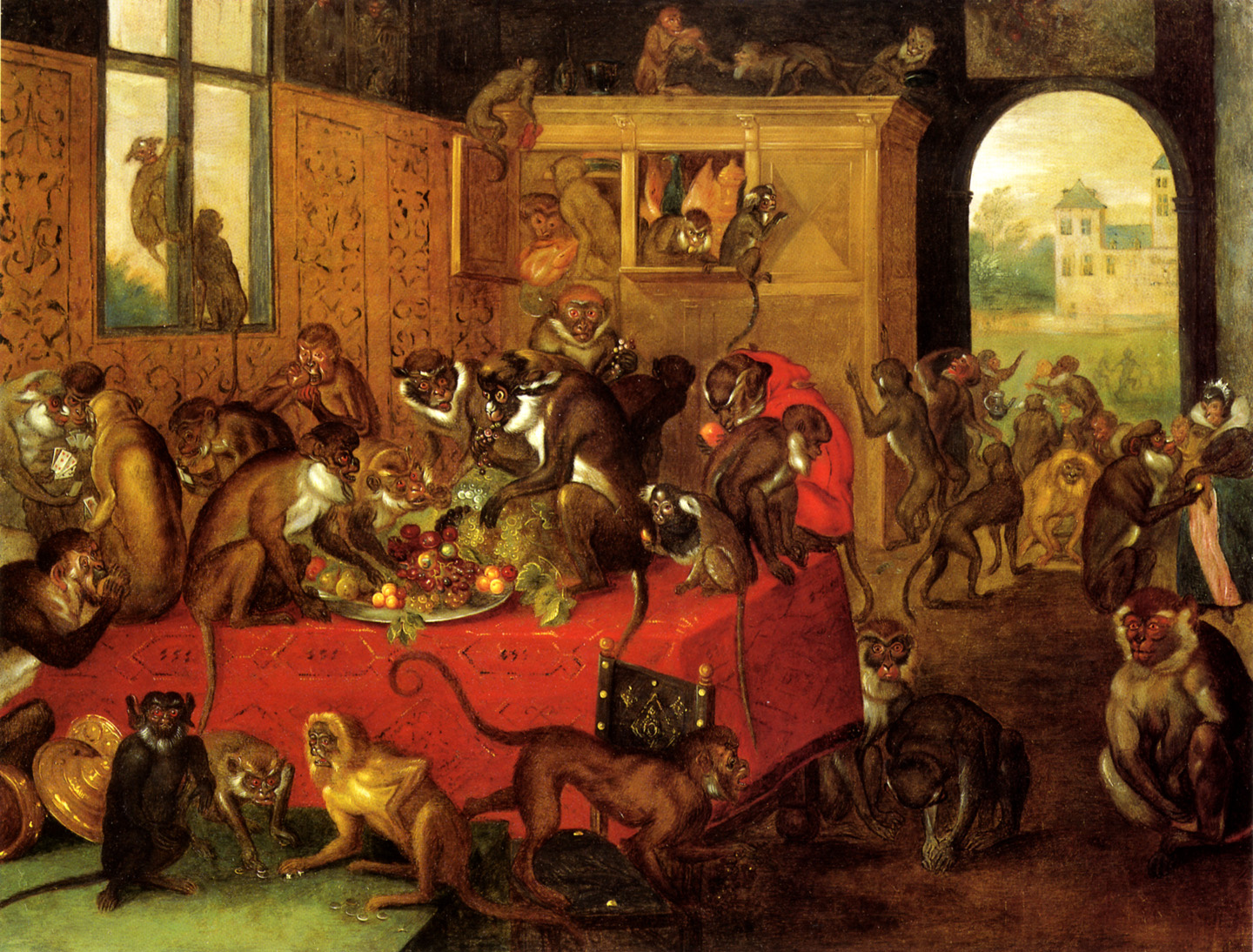
Le Repas des singes

Ferdinand van Kessel est connu pour ses paysages, ses natures mortes de fruits, ses allégories et ses peintures de cabinet sur la vie sauvage, particulièrement ses « singeries » très à la mode dans la seconde moitié du XVIIe siècle.